# Nikołaj Pietrowiczew
Nikołaj Aleksandrowicz Pietrowiczew (ros. Николай Александрович Петровичев, ur. 13 listopada 1918 we wsi Deli w guberni twerskiej, zm. 29 sierpnia 2002 w Moskwie) – radziecki polityk.

## Życiorys
Od 1932 pracował w fabryce im. Kirowa w Leningradzie początkowo jako uczeń ślusarza, a od 1934 ślusarz-brygadzista, od 1937 do 1938 był również sekretarzem fabrycznego komitetu Komsomołu i pomocnikiem dyrektora ds. pracy polityczno-wychowawczej. W 1938 wstąpił do Armii Czerwonej, kursant szkoły pułkowej, zastępca politruka kompanii samodzielnego batalionu łączności, od 1939 członek WKP(b), 1940-1941 słuchacz kursów młodszych politruków Moskiewskiego Okręgu Wojskowego. Od 1941 instruktor, później szef Domu Armii Czerwonej w Moskiewskim Okręgu Wojskowym, następnie Południowouralskim Okręgu Wojskowym (do 1946), 1946-1947 pomocnik dyrektora szkoły rzemieślniczej w mieście Tuszyno, 1947-1950 instruktor Komitetu Miejskiego WKP(b) w Tuszyno. Od 1950 instruktor, potem szef sektora Komitetu Obwodowego WKP(b) w Moskwie, 1953 ukończył Moskiewski Obwodowy Instytut Pedagogiczny ze specjalnością wykładowca historii, 1954-1958 I sekretarz Komitetu Miejskiego KPZR w Krasnogorsku, następnie ponownie pracował w aparacie Komitetu Obwodowego KPZR w Moskwie - kierownik Wydziału Propagandy i Agitacji. 1960-1961 kierownik Wydziału Organów Partyjnych Komitetu Obwodowego KPZR w Moskwie, 1961-1963 kierownik sektora i zastępca kierownika Wydziału Organów Partyjnych KC KPZR ds. RFSRR, 1963-1965 zastępca kierownika Wydziału Organów Partyjnych KC KPZR ds. RFSRR, 1965-1966 inspektor KC KPZR. Od 1966 zastępca, a od czerwca 1968 do czerwca 1983 I zastępca kierownika Wydziału Pracy Organizacyjno-Partyjnej KC KPZR, od czerwca 1983 do stycznia 1986 przewodniczący Państwowego Komitetu ZSRR ds. Wykształcenia Profesjonalno-Technicznego, następnie na emeryturze. W 1980 został kandydatem nauk historycznych. 1971-1981 zastępca członka, a 1981-1986 członek KC KPZR. Deputowany do Rady Najwyższej ZSRR 10 i 11 kadencji.

## Odznaczenia
- Order Lenina (dwukrotnie)
- Order Rewolucji Październikowej
- Order Czerwonego Sztandaru Pracy (dwukrotnie)